# Mouncif El Haddaoui
Mouncif El Haddaoui (Marrocos, 21 de outubro de 1964 – 15 de abril de 2024) foi um futebolista profissional marroquino, que atuava como meia.

## Carreira
Mouncif El Haddaoui fez parte do elenco da segunda partição da Seleção Marroquina de Futebol na Copa do Mundo de 1986.

## Morte
Mouncif morreu no dia 15 de março de 2024, aos 59 anos.